# 87 Virginis
87 Virginis är en pulserande variabel av halvregelbunden typ (SR) i Jungfruns stjärnbild.
Stjärnan har visuell magnitud +5,44 och varierar med 0,008 magnituder utan någon fastställd periodicitet.